# Falkenbergs kommun
Falkenbergs kommun är en kommun i Hallands län, Sverige. Den är den till ytan största och till invånarantalet fjärde största av länets kommuner. Lite drygt hälften av befolkningen bor i centralorten Falkenberg. I inlandet är Ullared ett betydande besöksmål. Falkenbergs kommun ligger vid Kattegatt och sträcker sig från kustslätten in mot sydsvenska höglandet. Ätran rinner från höglandet mot kusten. Näringslivet är differentierat och består företrädesvis av små och medelstora företag. Kommunen korsas längs kusten av E6/E20 samt Västkustbanan. Sedan kommunen bildades har befolkningstrenden, med undantag för enskilda år, varit ökande. Kommunpolitiken har dominerats av borgerliga partier, men kommunen har sedan 2019 ett socialdemokratiskt kommunalråd.

## Administrativ historik
Kommunens område motsvarar socknarna Abild, Alfshög, Asige, Askome, Eftra, Fagered, Gunnarp, Gällared, Krogsered, Källsjö, Köinge, Ljungby, Morup, Okome, Skrea, Slöinge, Stafsinge, Svartrå, Ullared, Vessige, Vinberg, Årstad och  Älvsered. Samtliga socknar förutom Älvsered ligger i landskapet Halland och låg (bortsett från tätorten Falkenberg) antingen i Faurås eller Årstads härad. Älvsered låg i Kinds härad i Västergötland. Gunnarps socken fick ändrade gränsen 1890 och har haft delar i alla de tre nämnda häraden. 
Socknarna bildade vid kommunreformen 1862 landskommuner med motsvarande namn. Inom området fanns även Falkenbergs stad som 1863 bildade en stadskommun. Vid kommunreformen 1952 bildades ett antal "storkommuner" i området: Högvad (av de tidigare kommunerna Holsljunga, Mjöbäck och Älvsered i dåvarande Älvsborgs län), Morup (av Morup och Stafsinge), Ullared (av Fagered, Källsjö och Ullared), Vessigebro (av Alfshög, Askome, Köinge, Okome, Svartrå och Vessige), Vinberg (av Ljungby och Vinberg), Årstad (av Abild, Asige, Eftra, Slöinge och Årstad) och Ätran (av Gunnarp, Gällared och Krogsered). Samtidigt uppgick Skrea landskommun i Falkenbergs stad. Falkenbergs kommun bildades vid kommunreformen 1971 av Falkenbergs stad och landskommunerna Morup, Ullared, Vessigebro, Vinberg, Årstad och Ätran samt en del ur Högvads landskommun (Älvsereds socken).
Kommunen ingick från bildandet till 1972 i Hallands mellersta domsaga och ingår sedan 1972 i Varbergs domsaga.

## Geografi
Falkenbergs kommun ligger vid Kattegatt. Den ligger ungefär i mitten av Hallands län. Den gränsar i söder till Halmstads kommun och Hylte kommun och i norr till Varbergs kommun i Hallands län samt Marks kommun och Svenljunga kommun i Västra Götalands län samt i öster till Gislaveds kommun i Jönköpings län. 

### Topografi och hydrografi
Markanvändning 2020.
|  | Bebyggelse (6,8 %) |

|  | Skog (57,6 %) |

|  | Öppen myrmark (2,2 %) |

|  | Jordbruksmark (27,5 %) |

|  | Övrig mark (5,9 %) |

Falkenbergs kommun, vars markfördelning visas i cirkeldiagrammet till höger, har jämfört med rikets i sin helhet ungefär drygt tre gånger så stor andel jordbruksmark och dubbelt så stor andel bebyggelse. Andelen skog är något lägre (68 % för hela riket), medan andelen öppen myrmark och övrig mark är betydligt lägre. Markfördelning är lik den för Hallands län i sin helhet. 
Området som utgör kommunen kan grovt delas in i tre delar: 
- det inre höglandet
- mellanliggande övergångszon
- kustslätten

Det inre höglandet Den förstnämnda utgörs av högland med en kraftigt uppsprucken berggrund av gnejs. Dess dalgångar löper i sydväst–nordöstlig, nord–sydlig och öst–västlig riktning, ibland med plintliknande höjder dem emellan. Till stor del är höjderna täckta med moränjord och bevuxen med skog medan dalgångarna är fyllda med isälvsavlagringar eller mindre våtmarker.
Mellanliggande övergångszon Ut mot kusten finns enstaka rester av den eroderade berggrunden som sticker upp och bildar höjder i det allt flackare landskapet. Däremellan finns betydande inslag av sandiga isälvsavlagringar och lerområden. Då sprickdalarna ofta varit sedimentfyllda har vattendragen i övergångszonen ofta fått söka nya vägar. Såväl Ätran som Suseån och andra mindre åar transporterar här med sig sedimenten och omlagrar dem. Rik lövträds- och örtvegetation präglar det annars omväxlande landskapet längs åarnas stränder.
Kustslätten Den eroderade berggrunden präglar även kustslätten med uppstickande rester. Under en del av tiden efter istiden har kustslätten täckts av havet vilket lett till att sand och lera bearbetats av vågorna. Söder om Skrea utgörs kustlinjen av bukter med strandvallar och dyner mellan bergknallar medan den i norr utgörs av moränryggar eller isälvsmaterial, vilka täckts av vågavsatt material, omväxlande med fuktiga marskområden.

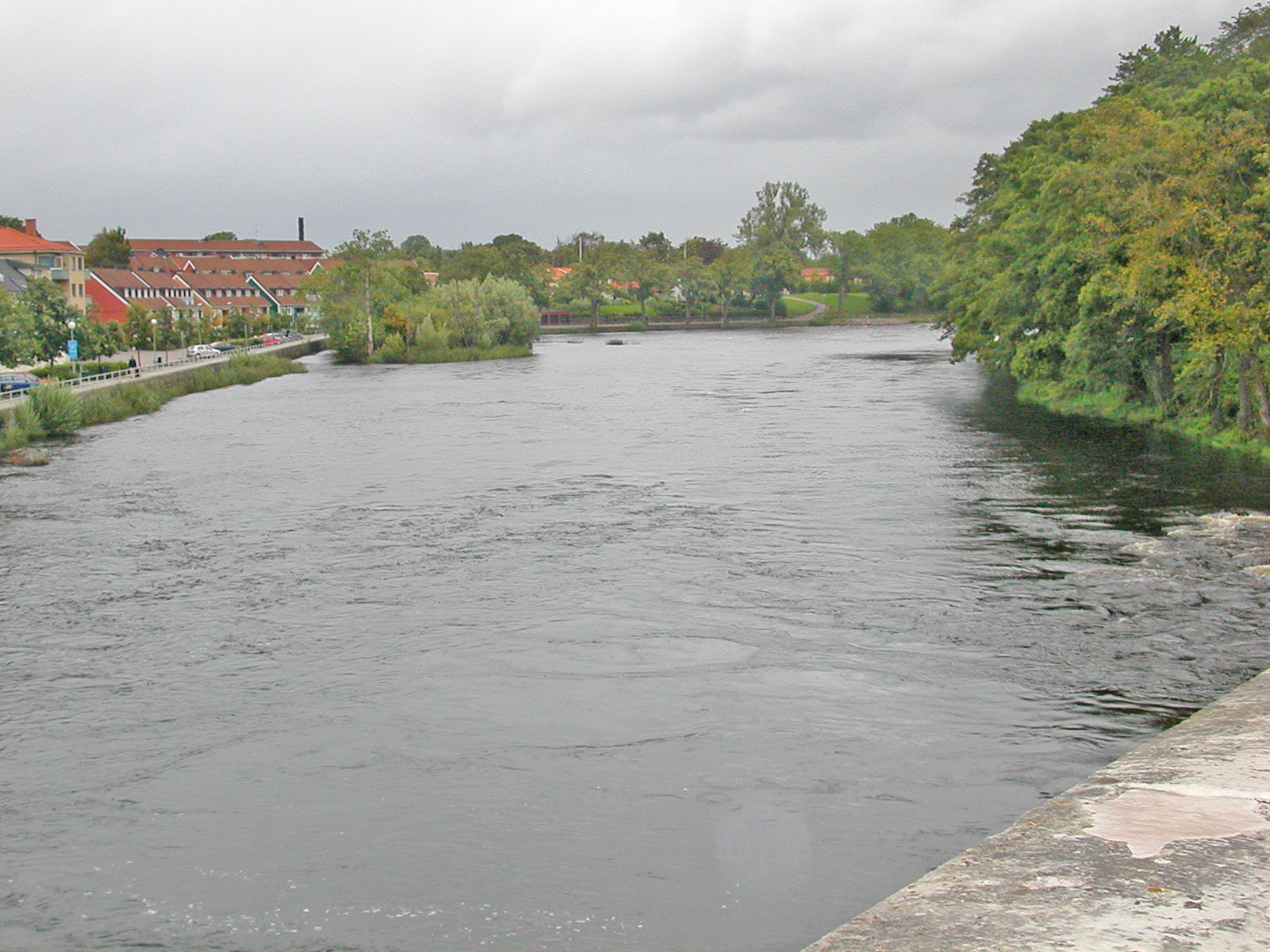
Ätran genom Falkenberg, sedd från Tullbron.

Från nordöst mot sydväst rinner ån Ätran (inklusive dess biflöde Högvadsån). Söder om Ätran rinner Suseån. Norr om Ätran rinner Ramsjökanalen samt delar av Törlan.

### Naturskydd
År 2023 fanns 40 naturreservat i Falkenbergs kommun. Som exempel kan nämnas Åkulla bokskogar som samlar cirka 10 snarlika reservat under samma namn, varav två i Falkenbergs kommun. Hela Åkulla bokskogar är av riksintresse för naturvård och friluftsliv medan delar av området även ingår i Natura 2000. Ett annat exempel är Yttra berg som består av ett ålderdomligt odlingslandskap. Där sköts marken på traditionellt vis vilket gynnar arter som smörboll, grönvit nattviol och svinrot.

### Administrativ indelning
Fram till 2016 var kommunen för befolkningsrapportering indelad i 15 församlingar:
| De 15 församlingarna i Falkenbergs kommun |
| --- |
| - Fagereds församling - Falkenbergs församling - Gunnarps församling - Gällareds församling - Krogsereds församling - Källsjö församling - Morups församling - Okome församling - Skrea församling - Stafsinge församling - Susedalens församling - Ullareds församling - Vessige församling - Vinberg-Ljungby församling - Älvsereds församling |

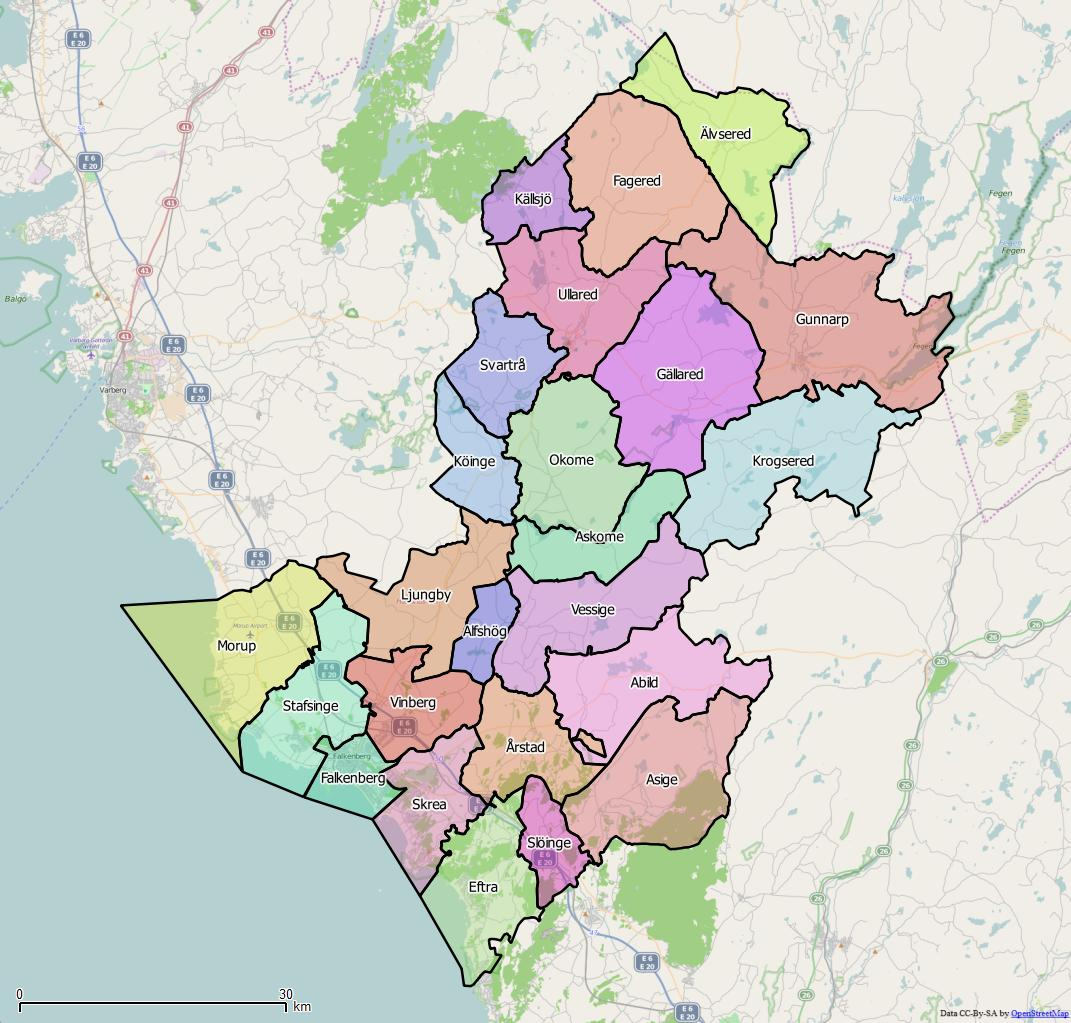
Distrikt inom Falkenbergs kommun

Från 2016 indelas kommunen istället i 24 distrikt:
| De 24 distrikten i Falkenbergs kommun |
| --- |
| - Abild - Alfshög - Asige - Askome - Eftra - Fagered - Falkenberg - Gunnarp - Gällared - Krogsered - Källsjö - Köinge - Ljungby - Morup - Okome - Skrea - Slöinge - Stafsinge - Svartrå - Ullared - Vessige - Vinberg - Årstad - Älvsered |

## Styre och politik

### Styre
Kommunen har med undantag för mandatperioden 1994–1998 alltid styrts av borgerliga partier. Efter valet 2018 bildades för andra gången i kommunens historia en icke-borgerlig majoritet i form av en blocköverskridande koalition bestående av Socialdemokraterna, Liberalerna, Kristdemokraterna och Miljöpartiet, med stöd av Vänsterpartiet. Förutom existerande rikspartier fanns fram till 2010 det lokala partiet Aktiv Politik representerat i kommunfullmäktige.
Exempel på frågor kring vilka det funnits betydande politisk debatt är byggnationen av Söderbron (kring vilket det genomfördes en rådgivande folkomröstning), lokaliseringen av Falkenbergs station.
| Styrande koalition: \| År \| Partier \| Partier \| Partier \| Partier \| Partier \| Partier \| \| --------- \| ------- \| ------- \| ------- \| ------- \| ------- \| ------- \| \| 1994–1998 \| S \| MP \| AP \| \| \| \| \| 1998–2002 \| C \| M \| KD \| L \| \| \| \| 2002–2006 \| C \| M \| L \| KD \| MP \| \| \| 2006–2010 \| C \| M \| L \| KD \| AP \| \| \| 2010–2014 \| C \| M \| L \| KD \| \| \| \| 2014–2018 \| C \| M \| L \| KD \| MP \| \| \| 2018–2022 \| S \| L \| KD \| MP \| \| \| \| 2022– \| S \| KD \| L \| MP \| \| \| |         |         |         |         |         |         |
| År | Partier | Partier | Partier | Partier | Partier | Partier |
| 1994–1998 | S       | MP      | AP      |         |         |         |
| 1998–2002 | C       | M       | KD      | L       |         |         |
| 2002–2006 | C       | M       | L       | KD      | MP      |         |
| 2006–2010 | C       | M       | L       | KD      | AP      |         |
| 2010–2014 | C       | M       | L       | KD      |         |         |
| 2014–2018 | C       | M       | L       | KD      | MP      |         |
| 2018–2022 | S       | L       | KD      | MP      |         |         |
| 2022– | S       | KD      | L       | MP      |         |         |

### Kommunfullmäktige

#### Kommunstyrelse
| Presidium 2022–2026    | Presidium 2022–2026 | Presidium 2022–2026 |
| ---------------------- | ------------------- | ------------------- |
| Ordförande             | S                   | Kerstin Rosell      |
| Förste vice ordförande | S                   | Ulrika Bertilsson   |
| Andre vice ordförande  | M                   | Charlotta Jonson    |

#### Mandatfördelning 1970–2022
| 16 | 4 | 20 | 3 | 6 |

| 41 | 8 |

| 15 | 5 | 20 | 3 | 6 |

| 42 | 7 |

| 16 | 3 | 20 | 3 | 7 |

| 39 | 10 |

| 18 | 4 | 17 | 4 | 8 |

| 35 | 16 |

| 19 |  | 4 | 15 |  | 10 |

| 33 | 18 |

| 19 |  |  | 14 | 4 | 10 |

| 35 | 16 |

| 19 | 4 |  | 14 | 4 | 8 |

| 33 | 18 |

| 16 |  |  | 4 | 13 | 3 | 3 | 9 |

| 36 | 15 |

| 19 |  | 5 | 14 |  |  | 8 |

| 30 | 21 |

|  | 15 |  | 3 | 3 | 12 |  | 4 | 8 |

| 27 | 24 |

|  | 16 |  | 3 | 4 | 10 | 4 | 3 | 7 |

| 30 | 21 |

|  | 18 |  |  |  | 12 |  |  | 9 |

| 26 | 25 |

|  | 17 |  | 3 | 11 | 3 |  | 11 |

| 31 | 20 |

|  | 18 |  | 6 | 10 |  |  | 9 |

| 29 | 22 |

|  | 18 |  | 6 | 10 | 3 |  | 9 |

| 26 | 25 |

| 3 | 20 |  | 10 | 10 |  | 3 | 11 |

| 28 | 33 |

### Nämnder

#### Kommunstyrelse
Kommunstyrelsen består av 13 ledamöter.
| Presidium 2022–2026    | Presidium 2022–2026 | Presidium 2022–2026 |
| ---------------------- | ------------------- | ------------------- |
| Ordförande             | S                   | Per Svensson        |
| Förste vice ordförande | S                   | Miranda Bodiroza    |
| Andre vice ordförande  | M                   | Sandra Johansson    |

#### Kommunstyrelsens ordförande
- Bengt Nilsson, Centerpartiet, 1983–1986[18]
- Östen Nilsson, Centerpartiet, 1986–1994[19]
- Hans-Inge Sjögren, Socialdemokraterna, 1995–1998[20]
- Östen Nilsson, Centerpartiet, 1998–2002[19]
- Ingemar Johansson, Centerpartiet, 2002–2006[21]
- Mari-Louise Wernersson, Centerpartiet, 2006–2018[22]
- Per Svensson, Socialdemokraterna, 1 januari 2019–[23]

Denna lista hämtas från Wikidata. Informationen kan ändras där.

#### Övriga nämnder
| Nämnd                              | Ordförande | Ordförande           | Förste vice ordförande | Förste vice ordförande  | Andre vice ordförande | Andre vice ordförande |
| ---------------------------------- | ---------- | -------------------- | ---------------------- | ----------------------- | --------------------- | --------------------- |
| Barn- och utbildningsnämnden       | S          | Peter Dygården       | S                      | John Störby             | M                     | Mikael Svensson       |
| Miljö- och hälsoskyddsnämnden      | S          | Mikael Salomonsgård  | M                      | Ninni Gustavsson        |                       |                       |
| Servicenämnden                     | MP         | Markus Jöngren       | C                      | Ann-Margret Kristensson |                       |                       |
| Socialnämnden                      | S          | Andreas Engebrethsen | S                      | Kim Johansen            | C                     | Katrin Carlsson       |
| Valnämnden                         | Ob.        | Maj-Lis Wolfhagen    | M                      | Lars Agbrant            |                       |                       |
| Bygglovsnämnden                    | S          | Yvonne Nilsson       | C                      | Kerstin Angel           |                       |                       |
| Kultur-, fritid- och tekniknämnden | S          | Rebecka Kristensson  | S                      | Sara Kärrbrand          | C                     | Claes Claesson        |
| Krisledningsnämnden                | S          | Per Svensson         | S                      | Miranda Bodiroza        | M                     | Sandra Johansson      |

Källa:

### Valresultat 2022
Av de större partierna är socialdemokraterna starkast i staden, moderaterna relativt jämnt fördelade i hela kommunen och centerpartiet och sverigedemokraterna starkast på landsbygden.
| Parti                            | Valdistrikt                      | Valdistrikt | Kommun  |
| Parti                            | Starkaste                        | Andel       | Andel   |
| -------------------------------- | -------------------------------- | ----------- | ------- |
| S                                | FBG 11 Slätten                   | 48,33 %     | 34,39 % |
| M                                | FBG 12 S Skrea Strand-Ringsegård | 28,55 %     | 18,33 % |
| C                                | Ljungby                          | 28,50 %     | 15,98 % |
| SD                               | Ullared                          | 24,67 %     | 15,96 % |
| KD                               | Vinbergs Samhälle och kyrkby     | 6,39 %      | 4,80 %  |
| V                                | FBG 2 Arvidstorp                 | 6,98 %      | 4,31 %  |
| L                                | FBG 12 S Skrea Strand-Ringsegård | 6,18 %      | 3,24 %  |
| MP                               | Ugglarp-Långasand                | 5,56 %      | 2,77 %  |
| Data hämtat från Valmyndigheten. |                                  |             |         |

Exklusive uppsamlingsdistrikt. Partier som fått mer än en procent av rösterna i minst ett valdistrikt redovisas.

### Vänorter
- Pieksämäki, Finland
- Ullensaker, Norge
- Brevik, Norge
- Fåborg, Danmark
- Borgarfjördur, Island
- Leirvik, Färöarna (Danmark)
- Gniezno, Polen

Systerstäder:
- Oswaldtwistle, Storbritannien
- Shijiazhuang, Kina (sedan 2002)

## Ekonomi och infrastruktur

### Näringsliv

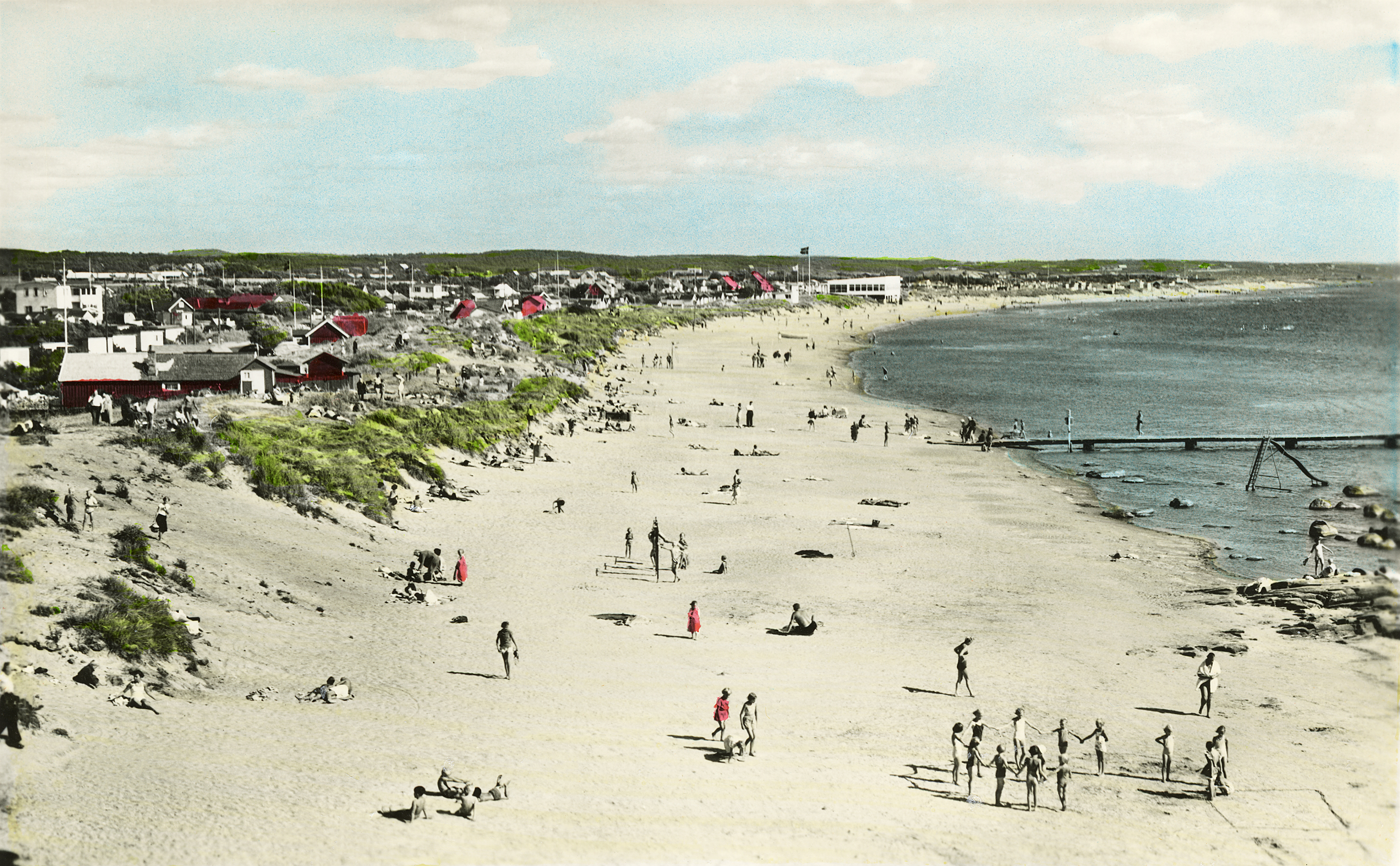
Skrea Strand på 1950-talet.

Näringslivet i Falkenberg är differentierat och består företrädesvis av små och medelstora företag. Det präglas av en omfattande turistsektor och innefattar destinationer som Gekås Ullared, Skrea Strand, Falkenberg Strandbad, Vallarnas friluftsteater och Falkenbergsrevyn. Industrin domineras av livsmedelstillverkning och verkstadsindustri. Bland livsmedelsföretagen finns Carlsbergs bryggeri, Sia Glass, Netto, Arlas ost- och kesotillverkning, Korshags, Guldfågeln, Berte Qvarn och Källsjö mejeri. Andra stora industrier i kommunen är Essity, SKAB, Greif och CAB-Karosser. 
År 2022 var kommunen själv den största arbetsgivaren med 4 175 anställda och den största privata arbetsgivaren var Gekås Ullared med drygt 1 575 anställda. Kommunen äger genom Falkenbergs Stadshus AB de kommunala bolagen Destination Falkenberg AB (turism), Falkenberg Energi AB (energiförsörjning), Falkenbergs Bostads AB (allmännyttigt bostadsföretag) och Falkenbergs Vatten och Renhållnings AB. Det senare bolaget äger i sin tur 50 % av Vatten & Miljö i Väst AB, där den andra halvan ägs av Varbergs kommun. Det gemensamma bolaget har hand om vatten-, avlopp- och renhållning i de bägge kommunerna. Kommunen äger direkt 20 % av Falkenbergs Biogas AB (övriga delar ägs av E.On och Gekås) och 3,3 % av IUC Halland AB.

### Energiförsörjning
I Falkenbergs kommun finns vattenkraft, vindkraft och värmeverk. Vattenkraften byggdes ut under första halvan av 1900-talet. Både på offentligt initiativ (som för Hertings kraftverk) och på privat initiativ (övriga kraftverk längs Ätran). Det första kommersiella vindkraftverket i Sverige (Vindkraft Tågarp) byggdes 1983 strax utanför centralorten. Sedan 1980-talet har kommunen varit en pionjär för användningen av förnybar energi. Flera vindkraftsparker har tillkommit både på kommunalt och privat initiativ, bl.a. i närheten av Falkenbergsmotet. Kommunen har högst totalt effekt vindkraft i länet. Det finns däremot inte någon större solcellspark och solelsproduktion är den fjärde största bland de sex kommunerna. 
Som en del av Byggforskningsrådets experimentbyggnadsprogram anlades 1989 en solvärmepark på 5 500 m2, som då var den största solvärmeanläggningen i Europa. Anläggningen har senare demonterats.
Det finns fjärrvärmenät i centralorten, Ullared och Vessigebro. Nätet i centralorten började byggas 1984. Det använder omkring 70 GWh värme per år. Det drivs av två värmeverk, Spettet och Bacchus. Värmeverken använder främst flis. Till detta kommer spillvärme. Näten i Ullared och Vessigebro byggdes 2006 och 2007. Dessa är baserade på värmeverk som använder pellets.
Två av Hallands läns tre biogasanläggningar på över 10 GWh ligger i kommunen. Dels finns det en samrötningsanläggning strax utanför centralorten som ägs av St1 Biogas, dels en större gårdsanläggning Kvarngårdens biogas.Till detta kommer rötning vid reningsverket och vid Carlsbergs anläggning.

### Infrastruktur

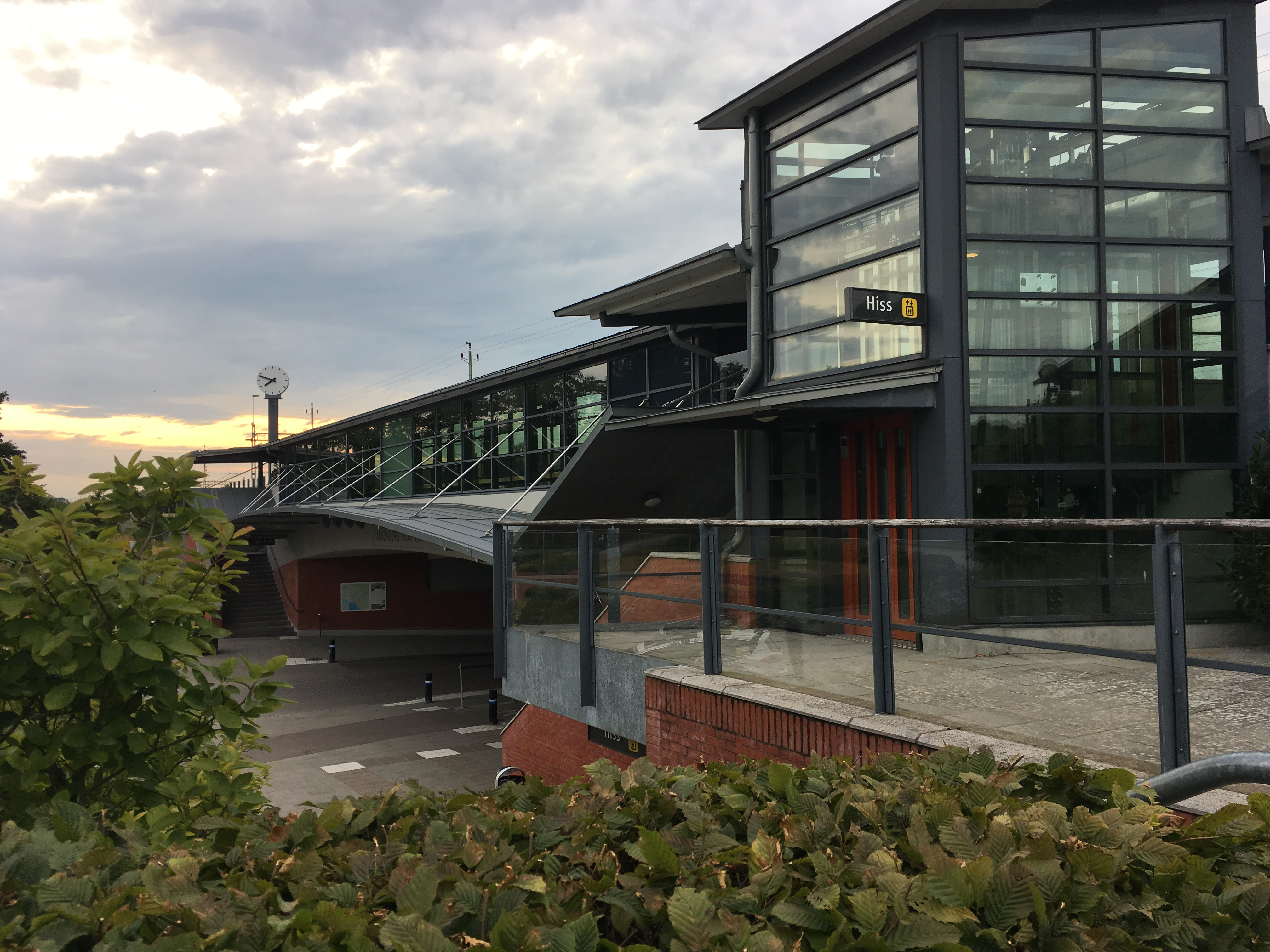
Falkenbergs nuvarande järnvägsstation.

#### Transporter
Motorvägen E6/E20 passerar genom kommunen och har fem trafikplatser i kommunen. Länsväg 150, 153 och 154 går igenom kommunen. Vägen mellan Askome och Gällared har vunnit utmärkelsen Hallands vackraste väg.
Järnvägen Västkustbanan passerar kommunen. Från 2008 har Falkenberg en ny järnvägsstation utanför stadens centrum och Falkenbergs gamla järnvägsstation finns bevarat centralt i staden där det enbart går godståg, och något chartertåg. Godstrafiken beräknas vara 2600 vagnar per år (2024). Från slutet av 1800-talet och fram till slutet av 1950-talet gick Falkenbergs järnväg från centralorten och inåt landet.

#### Utbildning

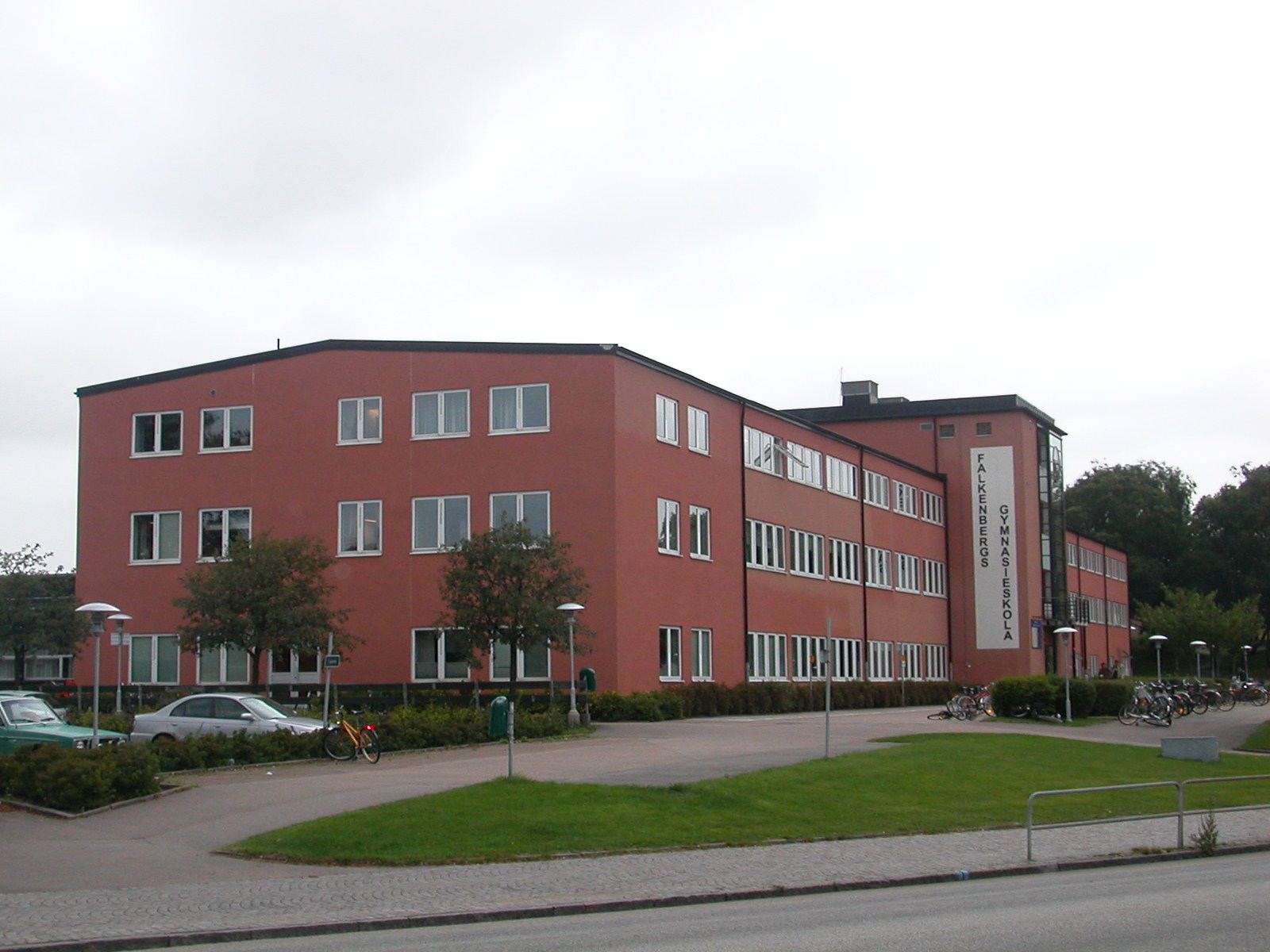
Falkenbergs gymnasieskola som den såg ut under början av 2000-talet.

I kommunen finns två gymnasieskolor, dels den kommunala Falkenbergs gymnasieskola, dels privatägda Drottning Blankas gymnasieskola. I kommunen finns också sju högstadieskolor: Söderskolan, Tångaskolan, Tullbroskolan, Skogstorpsskolan, Apelskolan, Vesterhavsskolan och Falkenbergs Montessoriskola. Det finns ytterligare sju kommunala grundskolor som har undervisning för yngre årskurser (vilket även flera av högstadieskolorna har). Det finns även tre fristående grundskolor.

## Befolkning
Kommunen har 47 310 invånare (31 mars 2025), vilket placerar den på 57:e plats avseende folkmängd bland Sveriges kommuner. Befolkningen har, med enstaka undantag, ökat kontinuerligt sedan kommunen bildades. Folkökningen har skett längs kusten och i centralorten, medan befolkningstalet i inlandet varit relativt stabilt.
| Befolkningsutvecklingen i Falkenbergs kommun 1970–2020 | Befolkningsutvecklingen i Falkenbergs kommun 1970–2020 | Befolkningsutvecklingen i Falkenbergs kommun 1970–2020 | Befolkningsutvecklingen i Falkenbergs kommun 1970–2020 | Befolkningsutvecklingen i Falkenbergs kommun 1970–2020 |
| ------------------------------------------------------ | ------------------------------------------------------ | ------------------------------------------------------ | ------------------------------------------------------ | ------------------------------------------------------ |
|                                                        |                                                        |                                                        |                                                        |                                                        |
| År                                                     |                                                        |                                                        | Folkmängd                                              |                                                        |
| 1970                                                   | 1970                                                   |                                                        | 31 804                                                 |                                                        |
| 1975                                                   | 1975                                                   |                                                        | 33 102                                                 |                                                        |
| 1980                                                   | 1980                                                   |                                                        | 34 912                                                 |                                                        |
| 1985                                                   | 1985                                                   |                                                        | 35 596                                                 |                                                        |
| 1990                                                   | 1990                                                   |                                                        | 37 622                                                 |                                                        |
| 1995                                                   | 1995                                                   |                                                        | 38 950                                                 |                                                        |
| 2000                                                   | 2000                                                   |                                                        | 38 817                                                 |                                                        |
| 2005                                                   | 2005                                                   |                                                        | 39 605                                                 |                                                        |
| 2010                                                   | 2010                                                   |                                                        | 41 008                                                 |                                                        |
| 2015                                                   | 2015                                                   |                                                        | 42 949                                                 |                                                        |
| 2020                                                   | 2020                                                   |                                                        | 46 051                                                 |                                                        |

Det finns 18 tätorter i Falkenbergs kommun. Centralorten är den klart största tätorten i kommunen och är den enda del av kommunen som varit stadskommun. Överlag är folktätheten störst nära kusten och centralorten där de flesta av de övriga tätorterna finns. Vessigebro, Ullared och Älvsered ligger längre inåt landet. I tabellen presenteras tätorterna i storleksordning per den 31 december 2015. Centralorten är i fet stil.
| Nr | Tätort     | Befolkning | Nr | Tätort                | Befolkning | Karta över tätorterna |
| -- | ---------- | ---------- | -- | --------------------- | ---------- | --------------------- |
| 1  | Falkenberg | 24 099     | 10 | Älvsered              | 445        |                       |
| 2  | Skrea      | 1 846      | 11 | Ätran                 | 400        |                       |
| 3  | Glommen    | 1 082      | 12 | Långasand och Ugglarp | 367        |                       |
| 4  | Slöinge    | 991        | 13 | Årstad                | 321        |                       |
| 5  | Ullared    | 791        | 14 | Morup                 | 308        |                       |
| 6  | Vessigebro | 773        | 15 | Vinbergs kyrkby       | 242        |                       |
| 7  | Vinberg    | 606        | 16 | Bergagård             | 240        |                       |
| 8  | Långås     | 539        | 17 | Fegen                 | 235        |                       |
| 9  | Heberg     | 458        | 18 | Köinge                | 217        |                       |

## Kultur

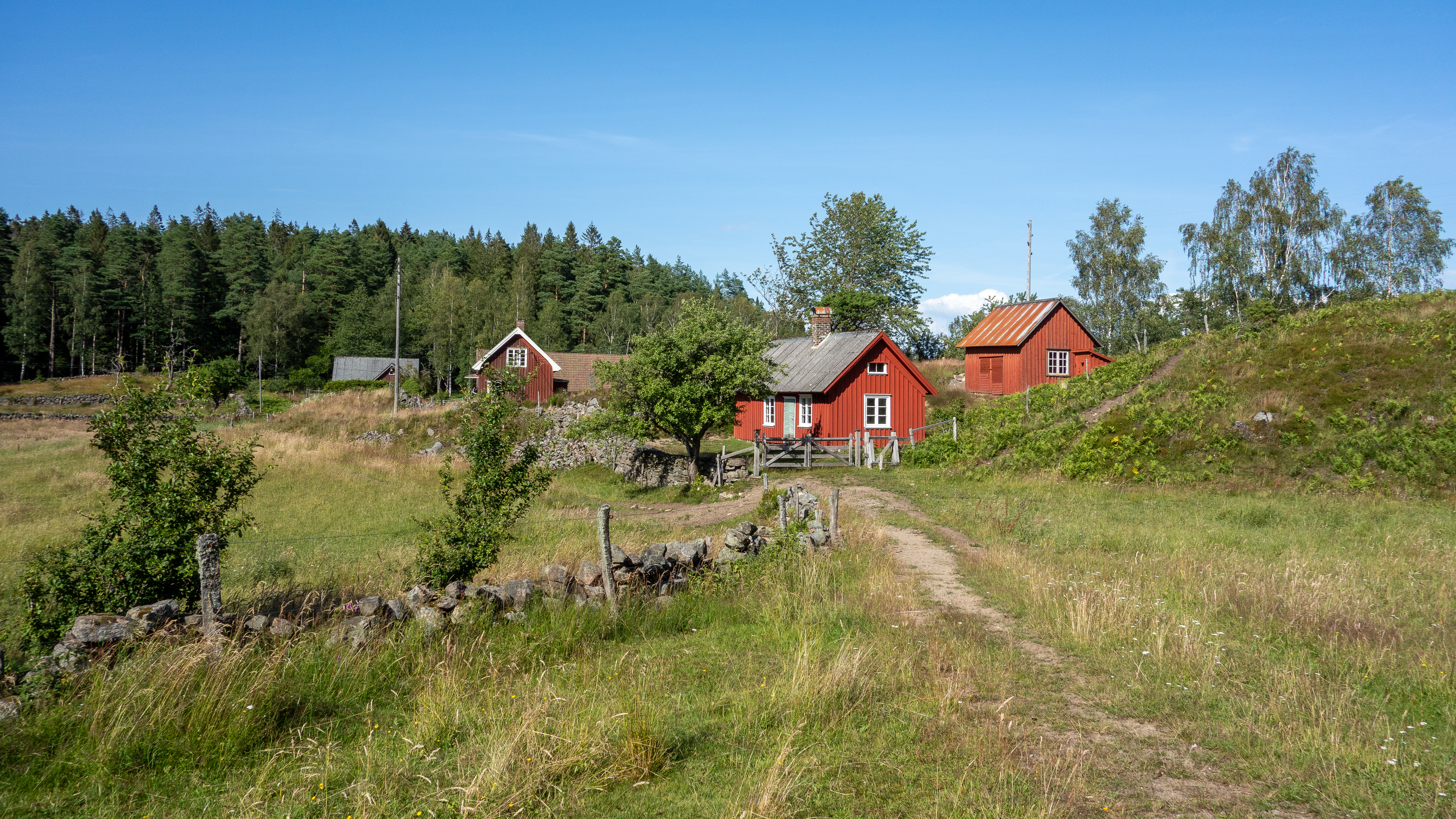
Björkekullens gamla torp, omgivet av ett naturskönt och småskaligt odlingslandskap.

### Kulturarv
Bland kulturarv i kommunen kan nämnas området kring Björkekullen. Där har fornlämningar från brons- och järnåldern hittats. Där finns också en byggnad som troligtvis uppfördes som torpställe på 1810- eller 1820-talet.
Många av områdets kyrkor blev för små under den kraftiga befolkningstillväxten under 1800-talet och ersattes därför. Några bevarade kyrkor från medeltiden finns dock kvar, dessa är Asige, Abild, Morup, Svartrå och Sankt Laurentii kyrka.

### Kommunvapen
Blasonering: I fält av silver en röd falk stående på ett grönt treberg.  
Detta är typexempel på ett "talande vapen", alltså att vapnet illustrerar själva namnet. Namnet kommer från en medeltida borg. Det går tillbaka på två sigillavtryck från 1584 och 1608 som föreställer en falk sittande tre kullar eller ett treberg. På sigillen förekommer några blommor på trebergen, men de har antagits sakna symboliskt innehåll. Ursprungsfärgerna är okända. Anders Thiset föreskrev en silverfalk mot ett blått fält men Falkenbergs stad använde från slutet av 1800-talet en röd falk i silverfält. Färgsättningen fastställdes för staden av Kungl. Maj:t 1948, samtidigt som falken enligt stadens önskemål gjordes "mera rovlysten och smäckrare". Efter kommunbildningen upptogs vapnet av den nya kommunen. Inget annat vapen fanns i området.  
Den bild av vapnet som kommunen använder ritades om och antogs i sin nuvarande skepnad 1999, versionen som kommunen använder återfinns på kommunens hemsida. Ur heraldisk synpunkt föreligger ingen skillnad jämfört med den bild som Wikipedia presenterar.

### Sport

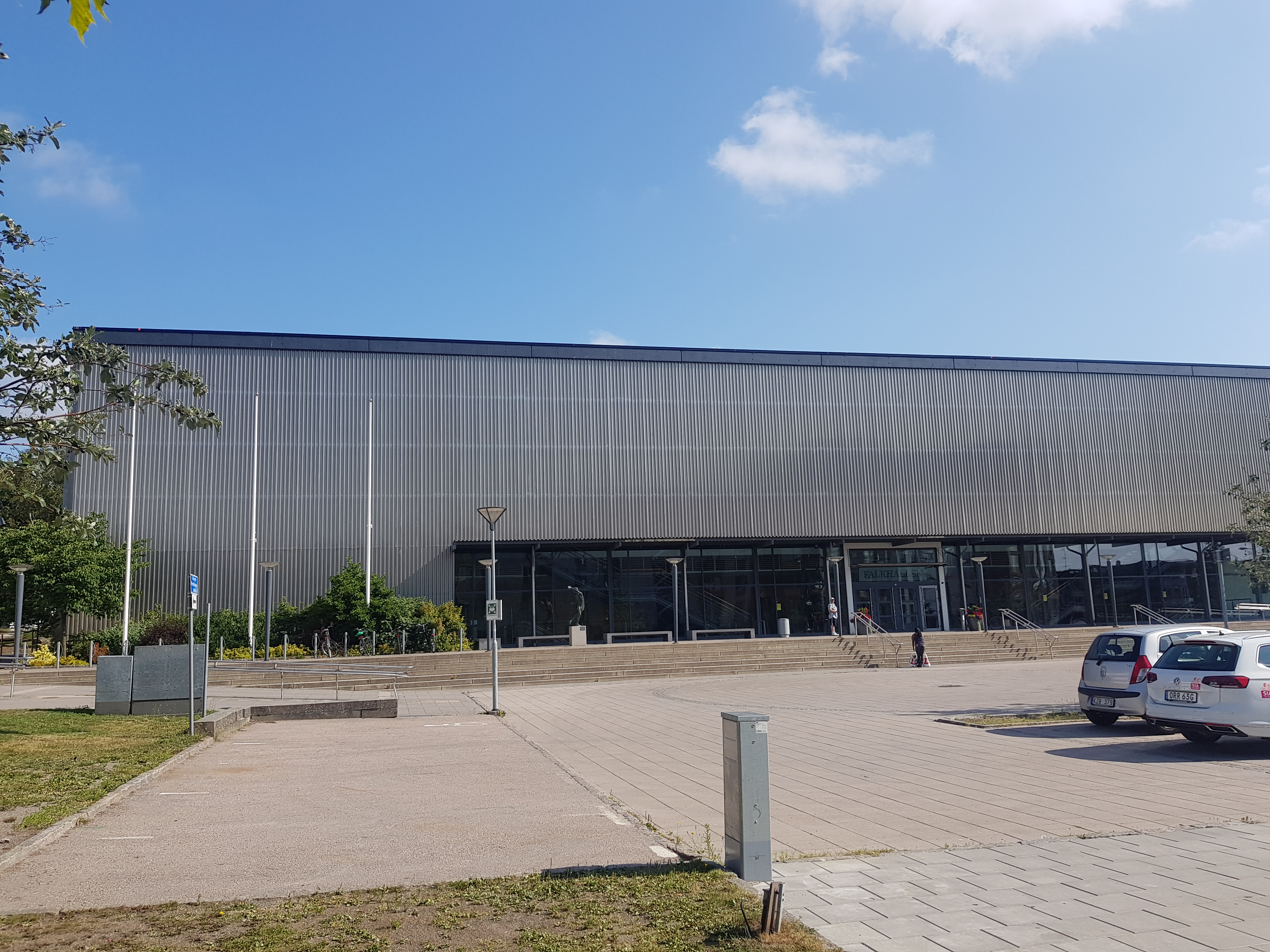
Falkhallen, ett allaktivitetshus invigt 2010. Den ersatte den tidigare Visningshallen från år 1938.

Falkenbergs BTK har under lång tid varit ett av de främsta lagen inom svensk bordtennis på herrsidan. De var länge ett stabilt lag i Pingisligan, även de inte vunnit något guld sedan 1988. På individuell nivå är Stellan Bengtsson från Slöinge mest framgångsrik med bland annat singelguld vid VM 1971, för vilket han mottog bragdguldet samma år. Även Ulf "Tickan" Carlsson, från centralorten, har nått internationella framgångar med bland annat ett guld i dubbel vid VM 1985.
Inom fotbollen dröjde det till slutet av 1980-talet innan Falkenberg skulle få ett elitlag genom att Falkenbergs FF debuterade i Division 1 1988. Sedan dess har de med några undantag tillhört de två högsta divisionerna. Vinbergs IF och Ullareds IK spelar strax under elitnivå. Vessigebro BK håller till längre ner i seriessystemet men har producerat framgångsrika fotbollsspelare som Niclas Alexandersson (en av Sveriges mesta landslagsspelare) och hans bror Daniel Alexandersson. Andra framgångsrika fotbollsspelare är från centralorten Rutger Backe, allsvenska skytteligavinnare 1976, och Pär Zetterberg, landslagsspelare och framgångsrikt utlandsproffs, samt från Vinberg Magnus Svensson även han landslagsspelare.
Falkenberg med omland är ett av de områden där volleybollen fått fäste. Falkenbergs VBK spelade (som Ätradalens VK) tidigt på elitnivå. Efter en längre svacka från 1980 och framåt återkom de till elitserien 2002 och tillhörde landets främsta lag på herrsidan fram till 2023 då de avbröt elitsatsningen. Ätrans IF och Köinge JUF spelade bägge i damernas elitserie under 1970-talet (då även två lag från angränsade Varbergs kommun tidvis spelade i serien), men numera är Falkenbergs VBK:s damlag, som spelat i näst högsta divisionen, det främst laget på damsidan.

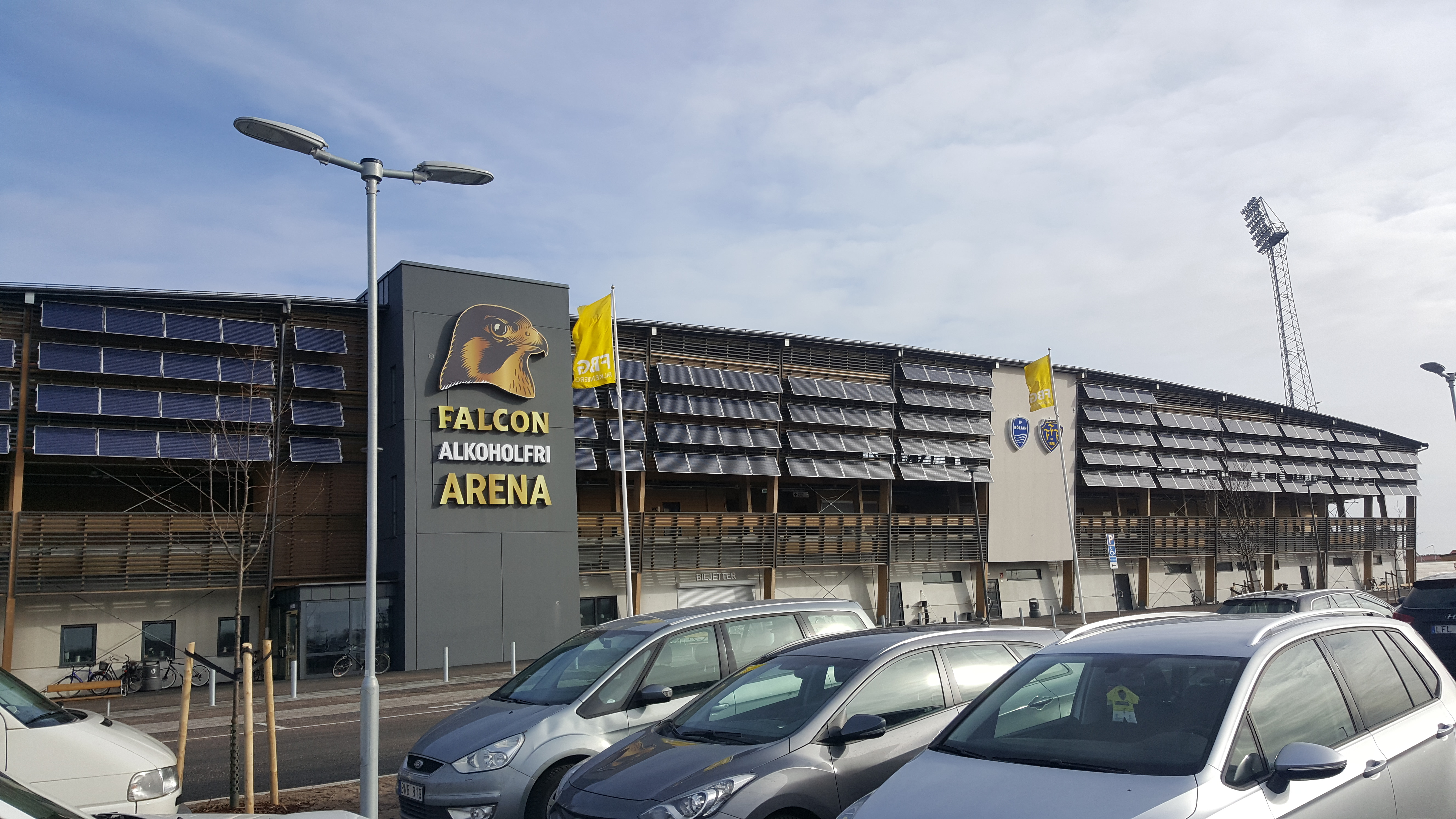
Falcon Alkoholfri Arena, invigd 2017.

Falkenbergs IK var bland grundarna av Hallands idrottsförbund och det är i den klubben Falkenbergs FF har sitt ursprung. Numera har klubben enbart friidrott på programmet. Dess mest meriterade friidrottare är Erik "Spänst" Svensson som tog silver i tresteg och kom fyra i längdhopp vid OS 1932. Ett antal andra idrottare från klubben har vunnit SM-guld, bland annat Ingrid Hansson och Tilde Johansson. I handboll har IS Orion haft aktivitet under lång tid, dock utan att nå några större framgångar. I rodd är Falkenbergs Roddklubb aktiva. Frida Svensson, som vann singelsculler vid världsmästerskapen i rodd 2010 har tävlat med klubben. Det gjorde även Hans Svensson, som även han tävlade i singelsculler, bland annat i OS.